# Alptekin Kirci

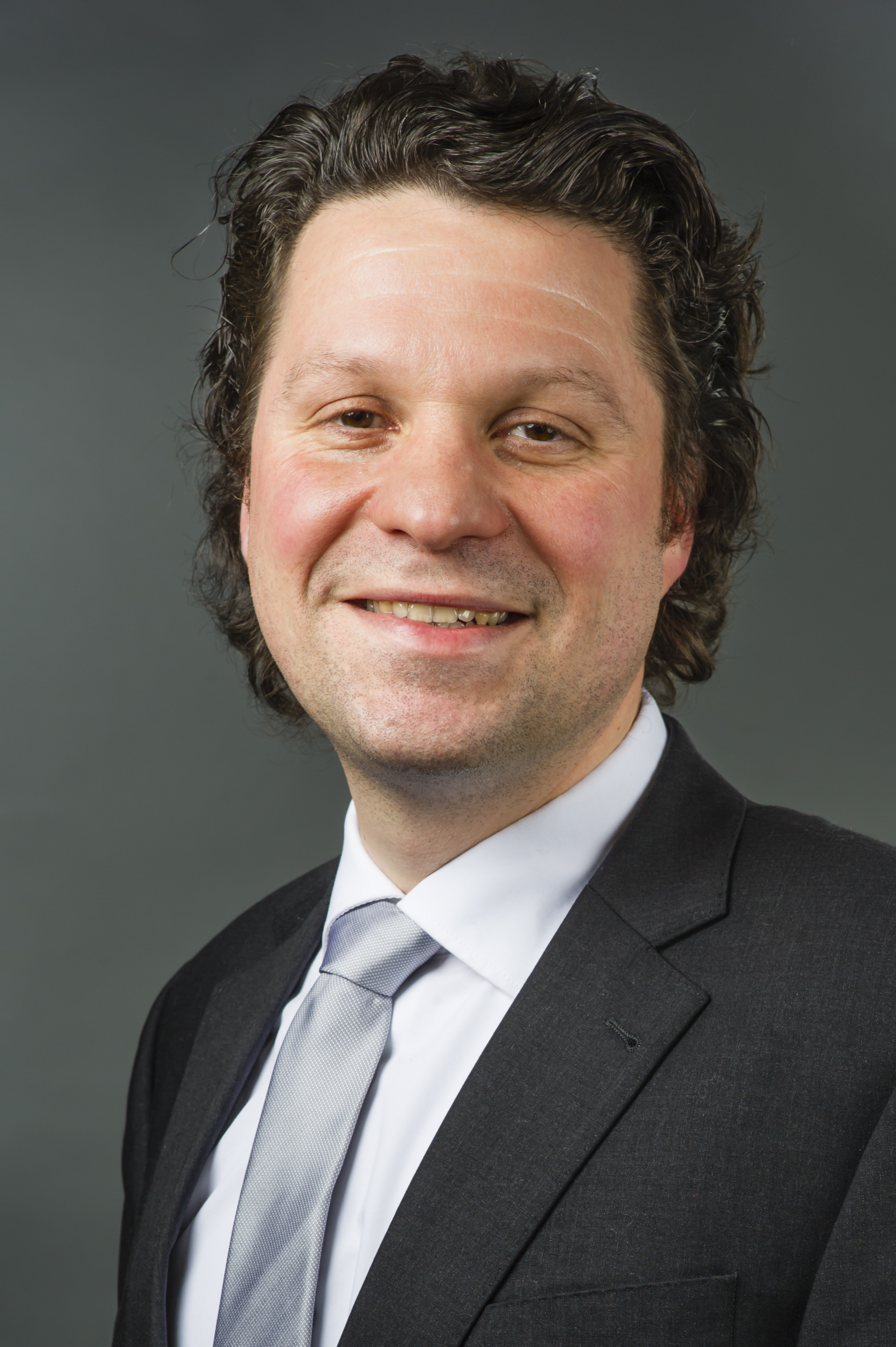
Alptekin Kirci, 2018

Alptekin Kirci (* 28. Januar 1971 in Hannover) ist ein deutscher Jurist und Politiker (SPD). Er war von 2017 bis 2022 Mitglied des Niedersächsischen Landtages.

## Leben

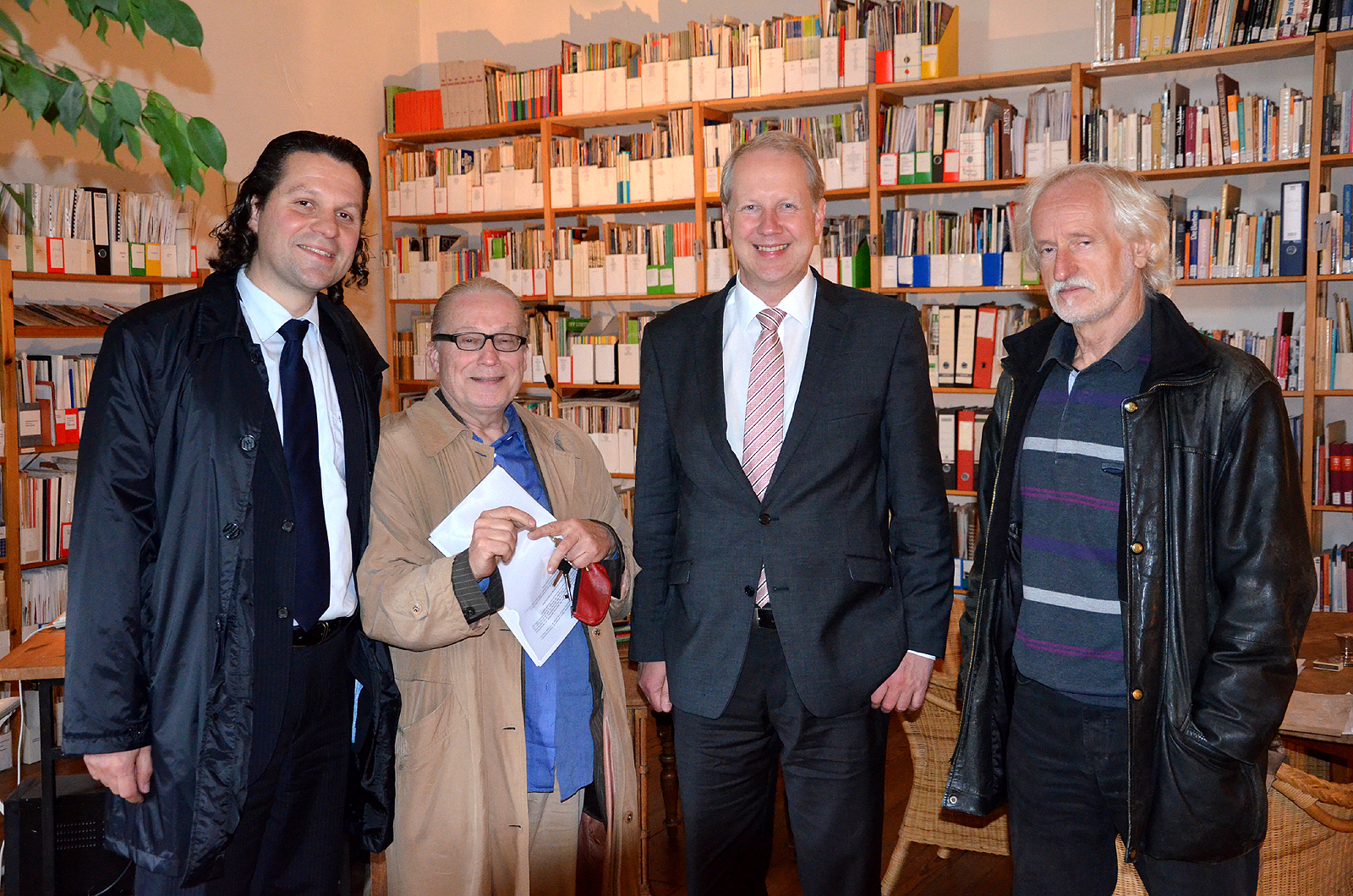
Treffen zum 30-jährigen Bestehen des Stadtteilzentrums Nordstadt Bürgerschule (von links): Alptekin Kirci, Walter Koch, Stefan Schostok sowie Frank Puin

Geboren 1971 als Sohn eines Türken und einer Deutschen, studierte Alptekin Kirci nach dem Schulbesuch Rechtswissenschaften an den Universitäten Göttingen und Hannover. Während seines Referendariats durchlief er eine viermonatige Ausbildung in Istanbul.
1999 wurde der Deutsche mit türkischstämmigen Hintergrund, mit den Wirtschaftssystemen und Kulturen beider Länder vertraut, als Anwalt tätig. Seit Mai 2009 ist Rechtsanwalt Kirci zudem Fachanwalt für Steuerrecht.
Nachdem Kirci fünf Jahre lang bis 2006 ehrenamtlich als Bezirksbürgermeister für den hannoverschen Bezirk Nord wirkte, wurde er bei den Kommunalwahlen in Niedersachsen 2006 in den Stadtrat gewählt. Kirci war Mitglied im Sport- und im Kulturausschuss. Im Migrationsausschuss forderte er im März 2011 ein Ausländerwahlrecht. Kurz darauf wurde er mit 97,3 % als Nachfolger von Walter Meinhold zum Vorsitzenden der SPD Hannover gewählt. Im Mai 2013 legte er sein Amt als Ratsherr nieder und wechselte in die Niedersächsische Staatskanzlei. Dort leitete er als Referatsleiter das Büro der Beauftragten für Integration und Teilhabe Doris Schröder-Köpf.
Von 2011 bis 2013 gehörte Kirci dem Bundesvorstand der SPD an.
Bei der Landtagswahl in Niedersachsen 2017 errang Kirci mit 41,4 % der Erststimmen das Direktmandat für den Wahlkreis Hannover-Mitte. Bei der Landtagswahl 2022 unterlag er mit 29,1 % der Erststimmen der Spitzenkandidatin der Grünen Julia Hamburg, die 35,5 % errang, und schied aus dem Parlament aus.
Alptekin Kirci arbeitet in Hannover als Fachanwalt für Steuerrecht in einer großen Anwaltskanzlei in Hannover.
Alptekin Kirci ist verheiratet und hat zwei Kinder.

## Weitere Funktionen/Mitgliedschaften
Alptekin Kirci ist unter anderem

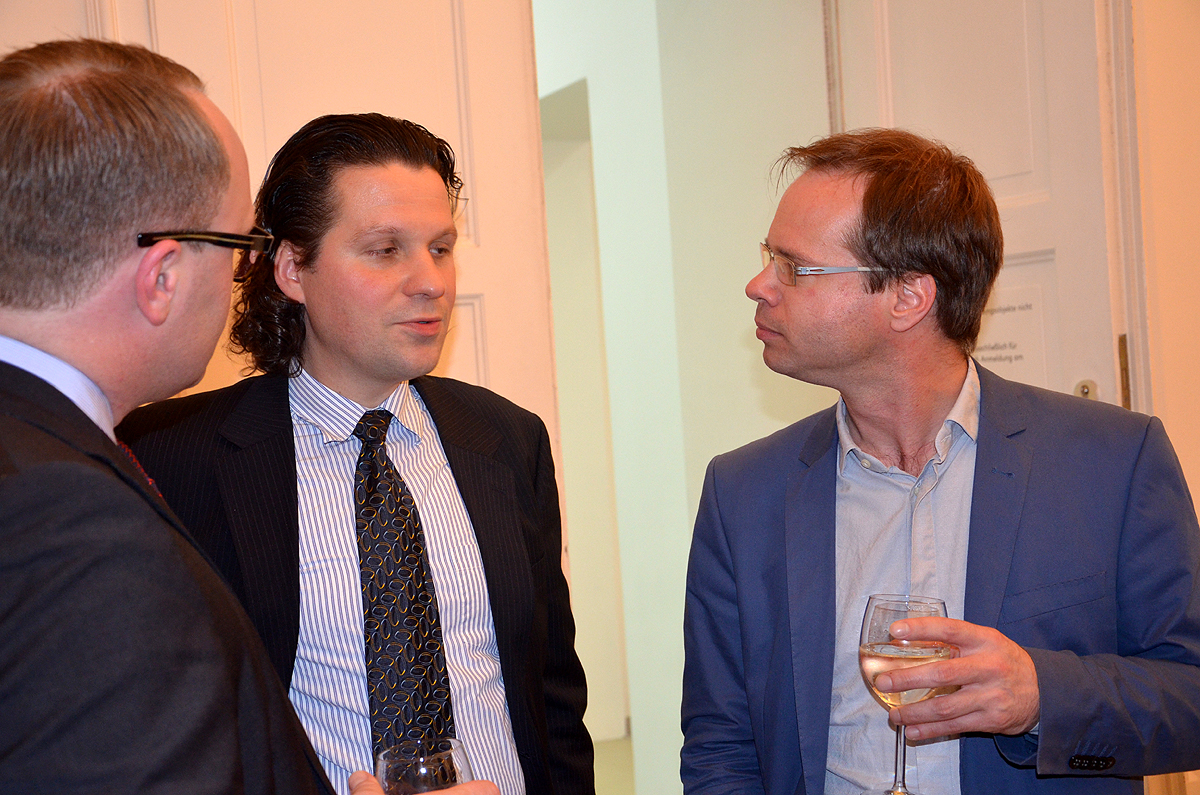
Im Künstlerhaus (v.l.): Nils Wiegrefe, Alptekin Kirci und René Zechlin anlässlich einer Podiumsdiskussion zur ökonomischen und geopolitischen Bedeutung der Türkei

- Berater beim TCH (Technologie-Centrum Hannover GmbH) für den Bereich Außenwirtschaft[5]
- Aufsichtsrat der union-boden gmbh[5]
- Berater im Förderprogramm „Gründercoaching Deutschland“ der KfW-Mittelstandsbank[5]
- Regionalleiter Region Hannover der Deutsch Atlantischen Gesellschaft e.V.[6]
- Mitglied der Schützengesellschaft Hainholz von 1908 e. V.[6]
- Mitglied des Schützenvereins Vinnhorst von 1907 e.V.[6]
- Mitglied der Freiwilligen Feuerwehr Vinnhorst e.V.[6]

## Ehemalige Mitgliedschaften
- bis Mai 2011: Vorsitzender der Türkischen Gemeinde in Niedersachsen

## Publikationen
- Alptekin Kirci: Soziale und ökologische Wirtschaftspolitik für die Zukunft, in: IMAJ Haber ve Reklam Gazetisi, Yil (Jahr) 5, Sayi (Ausgabe) 56, Nisan 2012 (April 2012), S. 4